# کرایکوواتس
کرایکوواتس (به صربی: Krajkovac) یک منطقهٔ مسکونی در صربستان است که در مروشینا واقع شده‌است.